# Miss Universo 1967
Miss Universo 1967, sedicesima edizione di Miss Universo, si è tenuta presso il Miami Beach Auditorium di Miami, negli Stati Uniti d'America il 15 luglio 1967. L'evento è stato presentato da Bob Barker. Sylvia Hitchcock, Miss USA, è stata incoronata Miss Universo 1967.

## Risultati

### Piazzamenti
| Risultato finale   | Concorrente |
| ------------------ | --- |
| Miss Universo 1967 | - Stati Uniti - Sylvia Hitchcock |
| 2ª classificata    | - Venezuela - Mariela Pérez |
| 3ª classificata    | - Inghilterra - Jennifer Lynn Lewis |
| 4ª classificata    | - Finlandia - Ritva Helena Lehto |
| 5ª classificata    | - Israele - Batya Kabiri |
| Top 15             | - Brasile - Carmen Sílvia de Barros Ramasco - Danimarca - Margrethe Rhein Knudsen - Galles - Denise Elizabeth Page - Grecia - Elia Kalogeraki - Hong Kong - Laura Arminda da Costa Roque - Irlanda - Patricia Armstrong - Italia - Paola Rossi - Paesi Bassi - Irene van Campenhout - Spagna - Paquita Delgado Sánchez - Svezia - Eva Lisa Svensson |

### Riconoscimenti speciali
| Riconoscimento        | Concorrente                                |
| --------------------- | ------------------------------------------ |
| Miss Congeniality     | - Scozia - Lena McGarvie                   |
| Miss Photogenic       | - Grecia - Elia Kalogeraki                 |
| Best National Costume | - Brasile - Carmen Silva De Barros Ramasco |

## Concorrenti
- Argentina -  Amalia Yolanda Scuffi
- Aruba -  Ivonne Maduro
- Austria -  Christl Bartu
- Bahamas -  Elizabeth Knowles
- Belgio -  Mauricette Sironval
- Bermuda -  Cheryl Michele Smith
- Bolivia -  Marcela Montoya Garcia
- Bonaire -  Cristina Landwier
- Brasile -  Carmen Silva De Barros Ramasco
- Canada -  Donna Marie Barker
- Cile -  Ingrid Vila Riveros
- Colombia -  Elsa Maria Garrido Cajiao
- Corea del Sud -  Hong Jung-ae
- Costa Rica -  Rosa Maria Fernandez
- Cuba -  Elina Salavarria
- Curaçao -  Imelda Thome
- Danimarca -  Gitte Rhein Knudsen
- Filippine -  Pilar Delilah Veloso Pilapil
- Finlandia -  Ritva Helena Lehto
- Francia -  Anne Vernier
- Galles -  Denise Elizabeth Page
- Germania -  Fee Von Zitzewitz
- Giappone -  Kayoko Fujikawa
- Grecia -  Elia Kalogeraki
- Guam -  Hope Marie Navarro Alvarez
- Honduras -  Denia Maria Alvorado Medina
- Hong Kong -  Laura Arminda Da Costa Roque
- India -  Nayyara Mirza
- Inghilterra -  Jennifer Lynn Lewis
- Irlanda -  Patricia Armstrong
- Islanda -  Gudrun Petursdottir
- Isole Vergini Americane - Gail Garrison
- Israele -  Batia Kabiri
- Italia -  Paola Rossi
- Lussemburgo -  Marie-Jossee Mathgen
- Malaysia -  Monkam Anne Lowe Siprasome
- Messico -  Valentina Vales Duarte
- Norvegia -  Gro Goskor
- Nuova Zelanda -  Pamela McLeod
- Okinawa -  Etsuko Okuhira
- Paesi Bassi -  Irene Van Campenhout
- Panama -  Mirna Norma Castillero
- Paraguay -  Maria Eugenia Torres
- Perù -  Mirtha Calvo Sommaruga
- Porto Rico -  Yvonne Coll
- Rep. Dominicana -  Jeannette Rey Garcia
- Scozia -  Lena MacGarvie
- Singapore -  Mei-Lee Ong
- Spagna -  Francisca Delgado Sanchez
- Stati Uniti -  Sylvia Louise Hitchcock
- Sudafrica -  Windley Ballenden
- Svezia -  Eva-Lisa Svensson
- Svizzera -  Elsbeth Ruegger
- Turchia -  Ayse Yelda Gurani
- Uruguay -  Mayela Berton Martinez
- Venezuela -  Mariela Pérez Branger